# Sisyrinchium restioides
Sisyrinchium restioides là một loài thực vật có hoa trong họ Diên vĩ. Loài này được Spreng. miêu tả khoa học đầu tiên năm 1824.